# Печера Абдужабарова
Печера Абдужабарова (рос. Абдужабарова) — карстова печера в Самаркандській області Узбекистану, на плато Кирктау, східних відрогах Зеравшанського хребта, гірської системи Паміро-Алай. Печера вертикального типу простягання. Загальна протяжність — 190 м. Глибина печери становить 137 м. Категорія складності проходження ходів печери — 2А.